# Versicherte Person
Versicherungsverträge können in unterschiedlicher Form den Versicherungsnehmer selbst oder aber dritte Personen einbeziehen und begünstigen. Der Versicherungsnehmer als Vertragsherr kann in seinem Namen für einen anderen einen Versicherungsvertrag abschließen. Die versicherte Person ist diejenige Person, auf deren Personal- oder Sachrisiko sich der vereinbarte Versicherungsschutz erstreckt, § 150 Versicherungsvertragsgesetz (VVG).
Im ersten Fall ist der Versicherungsnehmer gleichzeitig versicherte Person und regelmäßig auch Beitragszahler. Im zweiten Fall liegt ein Vertrag zugunsten Dritter vor. Der Versicherungsnehmer ist ungleich der versicherten Person, zahlt aber die Beiträge (Vertrag für fremde Rechnung).

## Lebensversicherung
Bei einer Lebensversicherung bedarf es dazu der Zustimmung der versicherten Person (§ 150 Abs. 2 VVG). Anders als in der Schadens- und Unfallversicherung hat der Versicherte bei Auseinanderfall von Versicherungsnehmer und Versichertem keine Rechte und Ansprüche aus dem Versicherungsvertrag (§§ 44 ff., § 179 Abs. 2 VVG). Die versicherte Person kann allerdings auch nachträglich der Versicherung zustimmen (§ 184 BGB). Bis zur Genehmigung ist der Vertrag schwebend unwirksam. In Literatur und Rechtsprechung wurde in der Vergangenheit ein ohne die Zustimmung des Versicherten geschlossener Vertrag als nichtig angesehen.
Bis zur Annahmebestätigung durch den Versicherer kann die Vereinbarung durch die versicherte Person widerrufen werden. Ein späterer Widerruf ist nicht möglich.

## Mitversicherte Person
Neben der versicherten Person einer Lebensversicherung gibt es auch mitversicherte Personen. Regelmäßig handelt es sich dabei um den Ehepartner beziehungsweise Kinder. Wie die versicherte Person kann die mitversicherte Person von einem versicherten Ereignis betroffen sein. Dies führt ebenfalls zur Leistungspflicht des Versicherers.
Hauptanwendungsfälle:
- Verbundene Lebensversicherung: Neben der versicherten Person wird eine weitere Person (beispielsweise der Ehegatte) mit in den Vertrag aufgenommen. Wie die versicherte Person kann sie selbst durch vorzeitigen Tod Leistungspflichten auslösen.

- Aussteuerversicherung: Regelmäßig ist in diesem Fall die versicherte Person ein Elternteil bzw. ein Erziehungsberechtigter. Zur mitversicherten Person wird das Kind. Heirat oder das Erreichen eines vereinbarten Endalters löst die Versicherungsleistung aus.
- In der Kranken- und Unfallversicherung kann die Versicherung ebenfalls auf eine andere Person abgeschlossen werden
- Eine Hausrats- oder Haftpflichtversicherung kann den Schutz auch auf fremdes Eigentum erweitern
- Eine Kfz-Haftpflichtversicherung bezieht auch den berechtigten Fahrer in den Versicherungsschutz mit ein

## Sozialversicherung
Grundsätzlich sind in allen Zweigen der deutschen Sozialversicherung die gegen Arbeitsentgelt oder zur Berufsausbildung beschäftigten Personen pflichtversichert. Dies gilt auch für in geschützten Einrichtungen beschäftigte behinderte Menschen sowie Landwirte (Abs. 2 SGB IV). Neben diesen Personengruppen werden in den unterschiedlichen Zweigen der Sozialversicherung weitere Personengruppen versicherungspflichtig bzw. mitversichert. Unter gesetzlich definierten Voraussetzungen sind einige versicherungspflichtige Personen von der Versicherungspflicht befreit oder können sich befreien lassen. Darüber hinaus gibt es in der Sozialversicherung Versicherungsberechtigte, die freiwillig zur versicherten Person werden.